# Championnat du monde de Supersport 300
Le Championnat du monde de Supersport 300 (Supersport 300 World Championship) est une compétition qui a été créée en 2017.
Cette catégorie d'appui se situe en dessous du Superbike et du Supersport, et elle complète l'échelle d'accès au Superbike. Les manches du Supersport 300 se déroulent les mêmes week-ends et sur les mêmes circuits que le Superbike et le Supersport, mais seulement sur les circuits en Europe. Le Supersport 300 ne sort pas d'Europe mais est quand même considéré comme un championnat du monde.
Le championnat est régulé par la Fédération internationale de motocyclisme. Dorna Sports s’occupe de gérer et de promouvoir la compétition.

## Histoire
Le 25 septembre 2021, Dean Berta Vinales (15 ans), le cousin du pilote MotoGP Maverick Viñales, chute lors de la Course 1 sur le circuit de Jerez. Il succombe le même jour à ses blessures.
À la suite de la mort de Dean Berta Vinales, la commission Superbike a pris de nombreuses mesures,. Désormais, l'âge minimum pour intégrer le Championnat du monde de Supersport 300 sera de 16 ans au lieu de 15. Le nombre maximal de pilote sur la grille sera de 30 pilotes titulaires et 2 wildcards. Auparavant, il y avait parfois plus de 35 pilotes sur la grille. L'airbag devient obligatoire pour tous les pilotes. Pour participer à la course, les pilotes devront faire un chrono maximum dans les 105 % (au lieu de 107 %) du pilote le plus rapide de leur catégorie en qualifications afin de s'assurer que tout le monde est rapide en piste et qu'aucun pilote lent ne devienne un danger. Voici, entre autres, les mesures prises par la commission Superbike.
Le 8 octobre 2022, Victor Steeman (22 ans), alors 2e du championnat, est victime d'un accident lors de la Course 1 sur le circuit de Portimão. Il succombe à ses blessures le 12 octobre 2022,.

## Palmarès
| Année | Palmarès pilote     | Palmarès pilote         | Palmarès constructeur |
| Année | Pilote              | Moto                    | Palmarès constructeur |
| ----- | ------------------- | ----------------------- | --------------------- |
| 2017  | Marc García (en)    | Yamaha YZF-R3 (en)      | Yamaha                |
| 2018  | Ana Carrasco        | Kawasaki Ninja 400 (en) | Kawasaki              |
| 2019  | Manuel González     | Kawasaki Ninja 400      | Kawasaki              |
| 2020  | Jeffrey Buis (en)   | Kawasaki Ninja 400      | Kawasaki              |
| 2021  | Adrián Huertas (en) | Kawasaki Ninja 400      | Kawasaki              |
| 2022  | Álvaro Díaz (en)    | Yamaha YZF-R3           | Yamaha                |
| 2023  | Jeffrey Buis        | Kawasaki Ninja 400      | Kawasaki              |